# Bolivianische Fußballnationalmannschaft/Weltmeisterschaften
Dieser Artikel beinhaltet eine ausführliche Darstellung der bolivianischen Fußballnationalmannschaft bei Weltmeisterschaften.

## Übersicht

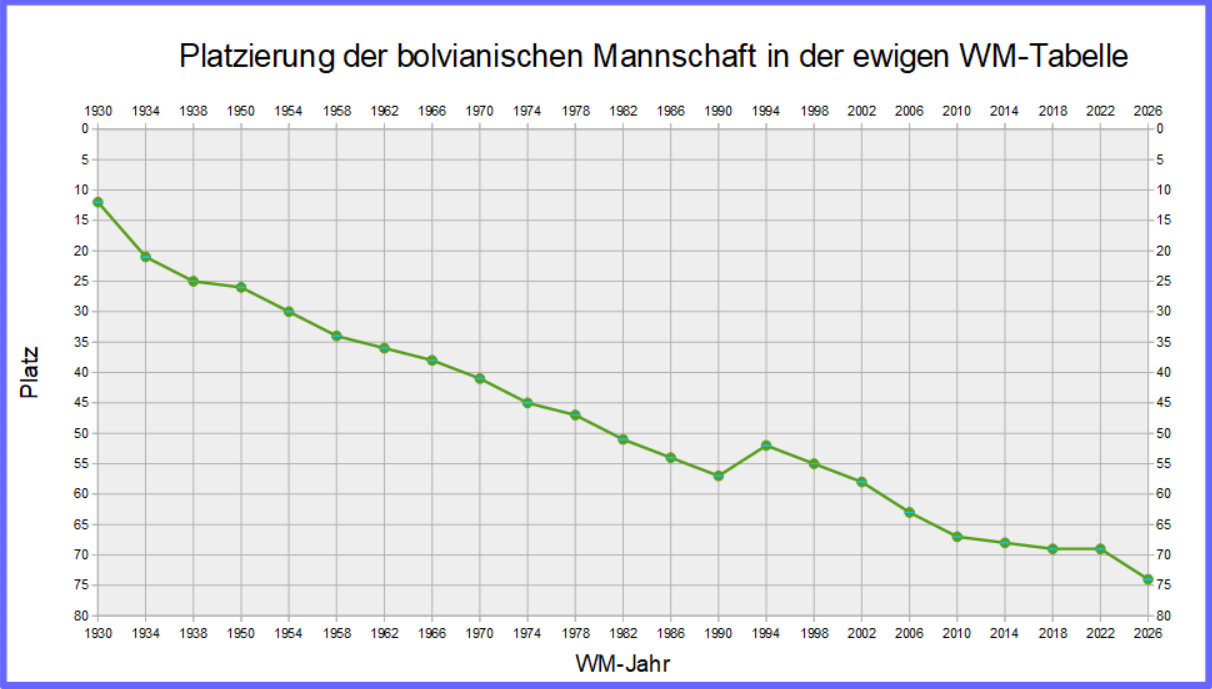
Platzierung der bolivianischen Mannschaft in der ewigen WM-Tabelle

Bolivien konnte sich bisher erst für eine Weltmeisterschaftsendrunde sportlich qualifizieren. An der ersten Endrunde nahm man auf Einladung teil, 1950 da Argentinien nicht antrat.
| Jahr | Gastgeberland          | Teilnahme bis …                    | Letzte(r) Gegner               | Ergebnis | Trainer           | Bemerkungen und Besonderheiten |
| ---- | ---------------------- | ---------------------------------- | ------------------------------ | -------- | ----------------- | --- |
| 1930 | Uruguay                | Vorrunde                           | Jugoslawien, Brasilien         | 12.      | Ulises Saucedo    | Das Spiel gegen Jugoslawien war das erste gegen eine europäische Mannschaft. Auch gegen Brasilien hatte Bolivien zuvor noch nicht gespielt. |
| 1934 | Italien                | nicht teilgenommen                 |                                |          |                   | |
| 1938 | Frankreich             | nicht teilgenommen                 |                                |          |                   | |
| 1950 | Brasilien              | Vorrunde                           | Uruguay                        | 13.      | Mario Pretto      | Nur 1 Spiel |
| 1954 | Schweiz                | Anmeldung durch die FIFA abgelehnt |                                |          |                   | |
| 1958 | Schweden               | nicht qualifiziert                 |                                |          |                   | In der Qualifikation an Argentinien gescheitert |
| 1962 | Chile                  | nicht qualifiziert                 |                                |          |                   | In der Qualifikation an Uruguay gescheitert |
| 1966 | England                | nicht qualifiziert                 |                                |          |                   | In der Qualifikation an Argentinien gescheitert |
| 1970 | Mexiko                 | nicht qualifiziert                 |                                |          |                   | In der Qualifikation an Peru gescheitert |
| 1974 | Deutschland            | nicht qualifiziert                 |                                |          |                   | In der Qualifikation an Argentinien gescheitert |
| 1978 | Argentinien            | nicht qualifiziert                 |                                |          |                   | In der Qualifikation an Brasilien und Peru gescheitert |
| 1982 | Spanien                | nicht qualifiziert                 |                                |          |                   | In der Qualifikation an Brasilien gescheitert |
| 1986 | Mexiko                 | nicht qualifiziert                 |                                |          |                   | In der Qualifikation an Brasilien gescheitert |
| 1990 | Italien                | nicht qualifiziert                 |                                |          |                   | In der Qualifikation an Uruguay gescheitert |
| 1994 | USA                    | Vorrunde                           | Deutschland, Südkorea, Spanien | 21.      | Xabier Azkargorta | 0:1 im Eröffnungsspiel gegen den amtierenden Weltmeister Deutschland. |
| 1998 | Frankreich             | nicht qualifiziert                 |                                |          |                   | In der Südamerika-Qualifikation, die erstmals im Liga-System zwischen den südamerikanischen Bewerbern – außer Brasilien, das als Weltmeister direkt qualifiziert war – ausgetragen wurde, belegte Bolivien nur den 8. Platz. Die ersten Vier konnten sich qualifizieren.                                                                |
| 2002 | Südkorea/Japan         | nicht qualifiziert                 |                                |          |                   | In der Südamerika-Qualifikation, die erneut im Liga-System ausgetragen wurde, belegte Bolivien nur den 7. Platz. Die ersten Vier konnten sich qualifizieren, Uruguay als Fünfter über die Play-offs gegen Australien. |
| 2006 | Deutschland            | nicht qualifiziert                 |                                |          |                   | In der Südamerika-Qualifikation belegte Bolivien nur den 10. und letzten Platz. Die ersten Vier konnten sich direkt qualifizieren, Uruguay als Fünfter scheiterte diesmal in den Play-offs gegen Australien. |
| 2010 | Südafrika              | nicht qualifiziert                 |                                |          |                   | In der Südamerika-Qualifikation belegte Bolivien nur den 9. Platz, konnte dabei Argentinien mit 6:1 eine der höchsten Niederlagen beibringen. Die ersten Vier konnten sich direkt qualifizieren, Uruguay als Fünfter über die Play-offs gegen Costa Rica.                                                                               |
| 2014 | Brasilien              | nicht qualifiziert                 |                                |          |                   | Nach zwei Siegen, vier Remis und acht Niederlagen in der Südamerika-Qualifikation hatte Bolivien bereits am 6. September 2013 keine Chance mehr, sich zu qualifizieren. |
| 2018 | Russland               | nicht qualifiziert                 |                                |          |                   | In der Qualifikation hatte die Mannschaft bereits nach dem sechstletzten Spiel keine Chance mehr sich zu qualifizieren. |
| 2022 | Katar                  | nicht qualifiziert                 |                                |          |                   | In der Qualifikation belegte die Mannschaft den vorletzten Platz. |
| 2026 | Kanada, Mexiko und USA |                                    |                                |          |                   | In der im September 2023 begonnenen Qualifikation treten wieder alle zehn CONMEBOL-Mitglieder in Hin- und Rückspielen gegeneinander an. Die sechs bestplatzierten Mannschaften qualifizieren sich direkt für die WM-Endrunde 2026. Der Siebtplatzierte nimmt als südamerikanischer Teilnehmer am WM-Play-off-Turnier im März 2026 teil. |

Statistik (Angaben inkl. 2022: 22 Weltmeisterschaften; Prozentangaben sind gerundet)
- Teilnahmeverzicht: zweimal (9 %; 1934 und 1938)
- Nicht zugelassen: einmal (4,5 %; 1954)
- Nicht qualifiziert: 16-mal (72,7 %; 1958, 1962, 1966, 1970, 1974, 1978, 1982, 1986, 1990, 1998, 2002, 2006, 2010, 2014, 2018 und 2022)
- Sportliche Qualifikation: einmal (4,5 % bzw. 5,9 % der Versuche)
- Teilnahme ohne Qualifikation: zweimal (9 %; 1930, 1950)
  - Vorrunde: dreimal (13,6 %; 1930, 1950 und 1994)

### Die WM 1930

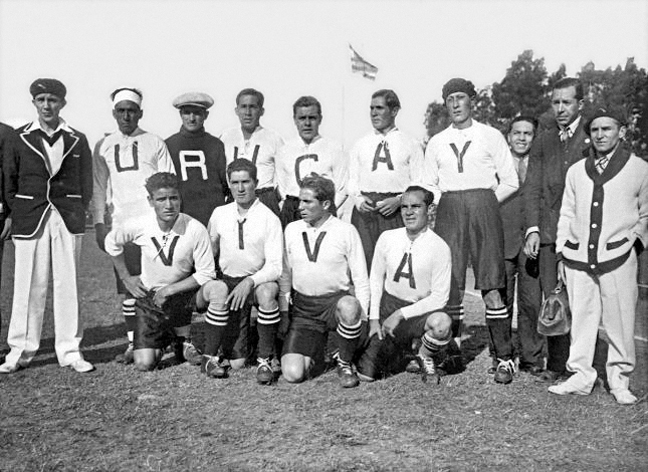
Die bolivianische Mannschaft vor dem ersten WM-Spiel gegen Jugoslawien

Bolivien nahm wie alle anderen südamerikanischen Mannschaften, die bereits Länderspiele ausgetragen hatten, an der ersten WM in Uruguay teil. Bolivien wurde in eine Gruppe mit Brasilien und Jugoslawien gelost und verlor beide Spiele mit 0:4. Ulises Saucedo, der bolivianische Trainer, hatte bei diesem Turnier auch einen Einsatz als Schiedsrichter: am 19. Juli 1930 im Vorrundenspiel zwischen den Mannschaften aus Argentinien und Mexiko (6:3), wobei ihm der rumänische Trainer als Linienrichter assistierte.

### Die WM 1934 und 1938
An den Weltmeisterschaften in Italien und Frankreich 1934 und 1938 nahm Bolivien nicht teil.

### Die WM 1950
Für die WM im Nachbarland Brasilien sollte sich Bolivien durch Spiele gegen Argentinien und Chile qualifizieren. Da Argentinien zurückzog, waren Bolivien und Chile kampflos qualifiziert. In Brasilien wurden die Bolivianer in die einzige Zweier-Gruppe gelost und trafen auf den späteren Weltmeister Uruguay. Nach einem 0:8 konnte die Mannschaft nach nur einem Spiel die Heimreise antreten und verschwand für 44 Jahre von der WM-Bühne.

### Die WM 1954
Für die WM in der Schweiz hatte Bolivien wie zahlreiche andere Länder auch zu spät gemeldet und wurde nicht zugelassen.

### Die WM 1958
Erstmals trat Bolivien zu WM-Qualifikationsspielen an und musste gegen Argentinien und Chile antreten. Bolivien gewann zwar beide Heimspiele in der Höhe von La Paz, verlor aber die Auswärtsspiele. Da Argentinien in Chile gewann, konnten sich die Argentinier qualifizieren.

### Die WM 1962
Für die WM Chile musste Bolivien in zwei Spielen gegen Uruguay antreten. Nach einem 1:1 in La Paz wurde in Montevideo mit 1:2 verloren, womit sich Uruguay qualifizierte.

### Die WM 1966
Für die WM im „Mutterland des Fußballs“ sollte sich Bolivien durch Spiele gegen Argentinien und Paraguay qualifizieren. Bolivien konnte aber nur das Heimspiel gegen Paraguay gewinnen, die anderen Spiele wurden verloren und so schied Bolivien als Gruppenletzter aus.

### Die WM 1970
Für die erste WM in Mittelamerika waren den Bolivianern Argentinien und Peru als Fußball-Weltmeisterschaft 1970/Qualifikationsgegner zugelost und Bolivien nutzte wieder den Höhenvorteil von La Paz und gewann beide Heimspiele. Da aber Peru gegen Argentinien in Lima gewann und in Buenos Aires ein Remis erkämpfte, fuhren die Peruaner nach Mexiko und Bolivien hatte sich sogar vor Argentinien platziert.

### Die WM 1974
Für die erste WM in Deutschland musste Bolivien in einer Qualifikations-Gruppe mit Argentinien und Paraguay antreten, verlor alle vier Spiele und schied als Gruppenletzter aus.

### Die WM 1978
Etwas besser verlief die Qualifikation zur WM 1978. In der ersten Runde setzte sich Bolivien überraschend gegen Uruguay und Venezuela durch. In der zweiten Runde wurden bei einem Turnier in Cali die beiden Spiele gegen Brasilien und Peru verloren, die sich damit für die WM in Argentinien qualifizierten. Bolivien hatte aber noch die Chance, sich im interkontinentalen Playoff CONMEBOL/UEFA gegen Ungarn zu qualifizieren. Im ersten Spiel in Budapest wurde aber mit 0:6 verloren, der höchsten Niederlage in einem interkontinentalen Playoff-Spiel. Und auch die Höhe von La Paz konnte nicht genutzt werden: das Heimspiel wurde mit 2:3 verloren.

### Die WM 1982
In der Qualifikation zur WM 1982 scheiterte Bolivien am Endrundenteilnehmer Brasilien und konnte nur das Heimspiel gegen Venezuela gewinnen.

### Die WM 1986
Brasilien und Paraguay waren die Gegner in der Qualifikation zur WM 1986. Bolivien konnte kein Spiel gewinnen, aber immerhin in Rio de Janeiro einen Punkt gewinnen. Ein weiterer Punkt im Heimspiel gegen Paraguay brachte nur den letzten Platz in der Gruppe.

### Die WM 1990
Die Qualifikation für die zweite WM in Italien lief zwar etwas besser, denn am Ende waren Bolivien und Uruguay punktgleich. Die bessere Tordifferenz hatten aber die Uruguayer, da Bolivien kein Spiel ohne Gegentor gewinnen konnte, während Uruguay bei seinen drei Siegen ohne Gegentor blieb. Peru war diesmal nur Punktelieferant.

### Die WM 1994
In der Qualifikation zur WM 1994 belegte Bolivien in einer Fünfergruppe hinter Brasilien, aber vor Uruguay, Ecuador und Venezuela den zweiten Platz und war erstmals sportlich für eine WM qualifiziert. Dabei gelang mit dem 7:0 gegen Venezuela der höchste Sieg in einem Länderspiel.
Bei der Endrunde in den Vereinigten Staaten trafen die Bolivianer im Eröffnungsspiel auf Titelverteidiger Deutschland und waren die erste Mannschaft, die im Eröffnungsspiel gegen den Titelverteidiger verloren. Bolivien konnte aber bis zur 61. Minute das 0:0 halten, ehe Jürgen Klinsmann nach einem Missverständnis zwischen Torwart Carlos Trucco und Abwehrchef Gustavo Quinteros das 1:0-Siegtor für den Titelverteidiger gelang. In der 82. Minute verloren die Bolivianer dann noch Marco Etcheverry durch eine Rote Karte. Im zweiten Spiel erkämpfte Bolivien mit einem 0:0 gegen Südkorea den bisher einzigen Punkt bei einer WM und im letzten Spiel gegen die Landsleute ihres spanischen Trainers gelang beim 1:3 das erste WM-Tor durch Erwin Sánchez. Damit verabschiedete sich Bolivien für mindestens 32 Jahre von der WM-Bühne.

### Die WM 1998
Außer Weltmeister Brasilien spielten alle übrigen CONMEBOL-Mitglieder in einer Neunergruppe vier Endrundenteilnehmer aus. Bolivien landete hier nur auf Platz 8 und verpasste dadurch die Qualifikation zur WM 1998. Dabei konnte in den Auswärtsspielen nur in Venezuela ein Punkt geholt werden. In den Heimspielen blieb Bolivien zwar ungeschlagen, konnte aber auch nicht alle gewinnen.

### Die WM 2002
In der Südamerika-Qualifikation traten diesmal alle zehn CONMEBOL-Mitglieder gegeneinander an. Bolivien konnte kein Auswärtsspiel gewinnen und verlor in La Paz gegen Ecuador mit 1:5, so dass am Ende nur den 7. Platz belegt wurde.

### Die WM 2006
In der Qualifikation zur WM 2006 belegte Bolivien in der Südamerika-Qualifikation, zu der wieder alle CONMEBOL-Mitglieder gegeneinander antraten, diesmal nur den letzten Platz, wobei die Heimspiele gegen Argentinien, Chile und Ecuador und alle Auswärtsspiele verloren wurden.

### Die WM 2010

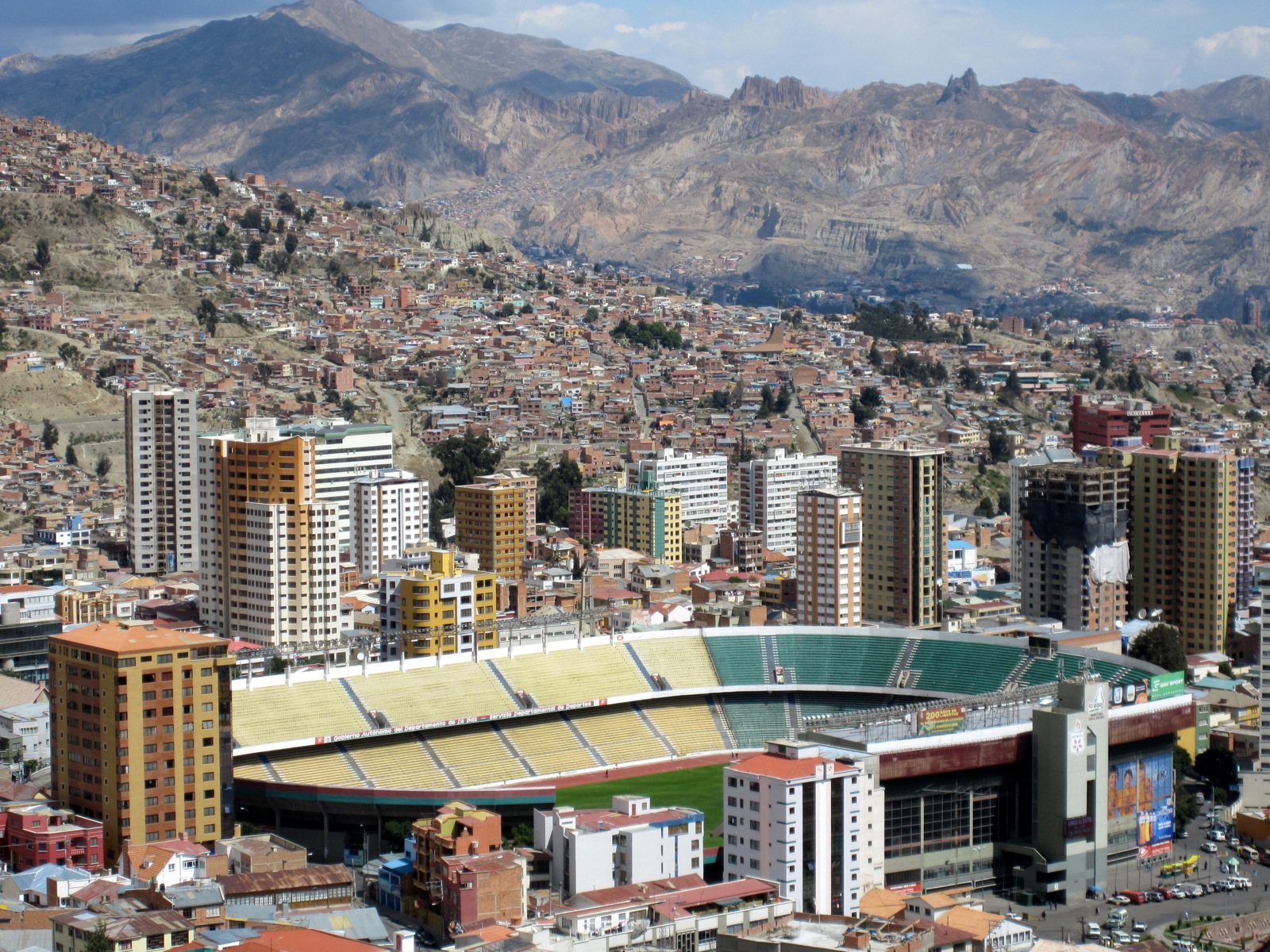
Das Estadio Hernando Siles in La Paz

Am 27. Mai 2007 beschloss die FIFA ein Verbot von offiziellen Spielen in über 2.500 Metern Seehöhe liegenden Stadien. In Bolivien waren davon die Stadien in La Paz, Cochabamba, Sucre, Potosí und Oruro betroffen. Nach heftigen Protesten wurde das Höhenlimit allerdings noch im Juni 2007 auf 3.000 Meter geändert, und später eine Ausnahmegenehmigung für La Paz (3.600 Meter) erlassen.
Somit konnte Bolivien auch in der Qualifikation für die erste WM in Afrika in La Paz spielen. Die Qualifikation lief zwar etwas besser als vier Jahre zuvor, unter anderem wurde in torloses Remis in Rio de Janeiro gegen Rekordweltmeister Brasilien erkämpft sowie Argentinien in La Paz mit 6:1 und Brasilien mit 2:1 geschlagen, aber da ansonsten alle Auswärtsspiele und die Heimspiele gegen Chile, Ecuador und Venezuela verloren wurden, reichte es nur zum vorletzten Platz.

### Die WM 2014
Auch in der Qualifikation zur zweiten WM im Nachbarland Brasilien belegte Bolivien nur den vorletzten Platz. Dabei wurde kein Auswärtsspiel und nur die Heimspiele gegen Paraguay und Uruguay gewonnen.

### Die WM 2018
In der Qualifikation traten ab Oktober 2015 wieder alle 10 CONMEBOL-Mitglieder in Hin- und Rückspielen gegeneinander an. Die besten vier Mannschaften qualifizierten sich direkt, der Fünfte musste gegen ein Mitglied einer anderen Konföderation in Playoff-Spielen antreten. Bolivien startete mit einer Heimniederlage gegen den zweimaligen Weltmeister Uruguay und verlor dann auch in Ecuador, das als einzige Mannschaft die ersten vier Spiele gewann. Dann gelang ein Heimsieg gegen Venezuela, das als einzige Mannschaft die ersten vier Spiele verloren hatte. Zum Abschluss der im Jahr 2015 ausgetragenen Spiele verlor Bolivien in Paraguay. Auch danach lief es nicht gut für die Bolivianer und vor den letzten vier Spielen lagen sie mit zehn Puniten nur auf dem vorletzten Platz mit 13 Punkten Rückstand auf einen direkten Qualifikationsplatz. Da der Fünfte Argentinien (22 Punkte) und der Sechste Ecuador (20 Punkte) noch gegeneinander spielen mussten, hatte Bolivien auch keine Chance mehr den Playoffplatz zu erreichen. Mitentscheidend für das frühe Aus in der Qualifikation war auch, dass die Bolivianer im September 2016 gegen Peru (2:0) und Chile (0:0) den nicht spielberechtigten Spieler Nelson Cabrera eingesetzt hatten, der bereits einmal für Paraguay gespielt hatte. Die FIFA wertete die beiden Spiele am 1. November 2016 jeweils mit 0:3 gegen Bolivien, wodurch sie vier Punkte verloren. Diese Sanktionen waren dann auch dafür entscheidend, dass die Peruaner statt die Chilenen die Playoffspiele gegen den Sieger der Ozeanienqualifikation erreichten, da Peru, das gegen Bolivien verloren hatte, durch diese Maßnahme drei zusätzliche Punkte gewann, während Chile nur zwei zusätzliche Punkte erhielt, da sie gegen Bolivien remis gespielt hatten. Für Bolivien selbst war der Punkteabzug in der letztendlich irrelevant, sie wären in der Tabelle mit 18 statt 14 Punkten ebenfalls Vorletzter geworden, hinter dem Drittletzten Ecuador (20 Punkte) und vor dem Tabellenletzten Venezuela (12 Punkte).

### Die WM 2022
In der Qualifikation traten wieder alle zehn CONMEBOL-Mitglieder in Hin- und Rückspielen gegeneinander an. Aufgrund der COVID-19-Pandemie startete die Qualifikation statt im März erst im Herbst 2020 und ohne Zuschauer. Bolivien konnte von den ersten vier Spielen im November 2020 keins gewinnen, drei wurden verloren, aber in Paraguay wurde ein Remis erreicht. Im Juni 2021 gelang mit 3:1 gegen Venezuela der erste Sieg und ein 1:1 in Chile. Im September gelang daheim ein 1:1 gegen Kolumbien, in Uruguay und Argentinien wurde aber verloren. Im Oktober konnten nach einer 0:3-Niederlage in Ecuador die Heimspiele gegen Peru und Paraguay gewonnen werden. Im November wurde in Peru mit 0:3 gewonnen, aber mit dem gleichen Ergebnis das Heimspiel gegen Uruguay gewonnen, worauf der langjährige Trainer der Uruguayer Óscar Tabárez entlassen wurde. Danach verlor Bolivien aber die letzten vier Spiele, hatte schon vor dem letzten Spiel keine Chance mehr die WM-Endrunde zu erreichen und belegte am Ende den vorletzten Platz.

### Weltmeisterschaft 2026
Für die erste WM in drei Ländern – Kanada, Mexiko und die USA – wurde die Zahl der Teilnehmer auf 48 erhöht und den südamerikanischen Mannschaften zwei feste Plätze mehr zugestanden, so dass sich nun sechs CONMEBOL-Mitglieder direkt qualifizieren können. In der im September 2023 begonnenen Qualifikation treten wieder alle zehn CONMEBOL-Mitglieder in Hin- und Rückspielen gegeneinander an. Der Siebtplatzierte nimmt als südamerikanischer Teilnehmer am WM-Play-off-Turnier im März 2026 teil. Bolivien startete mit vier Niederlagen in die Qualifikation.

## Rangliste der bolivianischen WM-Spieler mit den meisten Einsätzen
01. Carlos Fernando Borja, José Milton Melgar, William Ramallo, Miguel Rimba, Erwin Sánchez, Marco Sandy, Vladimir Soria, Carlos Trucco – alle 3 bei einem Turnier

## Rangliste der bolivianischen WM-Spieler mit den meisten Toren
1. Erwin Sánchez – 1 Tor

## WM-Kapitäne
- 1930: Rafael Méndez
- 1950: José Bustamante-Nava
- 1994: Carlos Fernando Borja[8]

## Anteil der im Ausland spielenden Spieler im WM-Kader
Bolivien setzte nur 1994 Legionäre ein.
| Jahr (Spiele) | Anzahl (Länder)                                                 | Spieler (Einsätze) |
| ------------- | --------------------------------------------------------------- | --- |
| 1930 (2)      | 0                                                               | |
| 1950 (1)      | 0                                                               | |
| 1994 (3)      | 6 (1 in Argentinien, 2 in Chile, 2 in Kolumbien, 1 in Portugal) | Ramiro Castillo (1); Marco Etcheverry (1), Álvaro Peña (1); Juan Manuel Peña (1), Modesto Soruco (1); Erwin Sánchez (3) |

## Bei Weltmeisterschaften gesperrte Spieler
- 1994: Marco Etcheverry erhielt im Eröffnungsspiel gegen Deutschland drei Minuten nach seine Einwechslung die Rote Karte und kam danach nicht mehr zum Einsatz. Luis Cristaldo sah die Gelb-Rote Karte im Spiel gegen Südkorea und war für das letzte Spiel gegen Spanien ebenso gesperrt wie Julio César Baldivieso der die zweite Gelbe Karte erhalten hatte.

## Spiele
Bolivien bestritt bisher 6 WM-Spiele, davon wurde keins gewonnen, eins endete remis und fünf wurden verloren. Bolivien spielte bei Weltmeisterschaften einmal gegen den späteren Weltmeister 1950/Uruguay und einmal gegen den Titelverteidiger: 1994/Deutschland. Auf keinen Gegner traf Bolivien bei WM-Endrundenturnieren mehrfach, alle sechs Begegnungen sind bis heute einmalig.
| Alle WM-Spiele |               |           |             |   |                      |                 |                                |
| Nr.            | Datum         | Ergebnis  | Gegner      |   | Austragungsort       | Anlass          | Bemerkungen                    |
| 1.             | 17. Juli 1930 | 0:4 (0:0) | Jugoslawien | * | Montevideo (URY)     | Vorrunde        | Erstes Spiel gegen Jugoslawien |
| 2.             | 20. Juli 1930 | 0:4 (0:1) | Brasilien   | * | Montevideo (URY)     | Vorrunde        | Erstes Spiel gegen Brasilien   |
| 3.             | 2. Juli 1950  | 0:8 (0:4) | Uruguay     | * | Belo Horizonte (BRA) | Gruppenspiel    |                                |
| 4.             | 17. Juni 1994 | 0:1 (0:0) | Deutschland | * | Chicago (USA)        | Eröffnungsspiel | Erstes Spiel gegen Deutschland |
| 5.             | 23. Juni 1994 | 0:0       | Südkorea    | * | Boston (USA)         | Gruppenspiel    | Erstes Spiel gegen Südkorea    |
| 6.             | 27. Juni 1994 | 1:3 (1:0) | Spanien     | * | Chicago (USA)        | Gruppenspiel    | Erstes Spiel gegen Spanien     |

## Höchste Niederlagen
Die bolivianische Mannschaft kassierte ihre höchsten Niederlagen gegen folgende Mannschaften bei WM-Turnieren:
- Deutschland: Vorrunde 1994 - 0:1 (einziges Spiel gegen Deutschland)
- Jugoslawien: Vorrunde 1930 - 0:4 (einzige Niederlage gegen Jugoslawien)
- Spanien: Vorrunde 1994 - 1:3 (zudem ein 0:2 in einem Freundschaftsspiel)

## Rekorde
- Die längste Serie ohne eigenes Tor: 5 Spiele 1930–1994
- Die bis 1954 höchste Niederlage bei einem WM-Turnier: Bolivien – Uruguay 0:8 (1950). Dies ist aber nicht die höchste Niederlage gegen Uruguay. Bei der Campeonato Sudamericano 1927 in Peru gab es eine 0:9-Niederlage.
- Höchstgelegener Austragungsort von Qualifikationsspielen: La Paz, 3.600 m
- Höchste Niederlage in Interkontinental-Playoffs: Bolivien – Ungarn 0:6 am 29. Oktober 1977 in Budapest
- Erste Mannschaft, die ein Eröffnungsspiel gegen den Titelverteidiger verlor: 1994 0:1 gegen Deutschland

### Negativrekord
- Schnellste Rote Karte nach Einwechslung: Marco Etcheverry 82. Minute – 3 Minuten nach Einwechslung, 1994 im Spiel gegen Deutschland (ebenso wie Ion Vlădoiu/Rumänien, der 1994 gegen die Schweiz in der 73. und Morten Wieghorst/Dänemark, der 1998 im Spiel gegen Südafrika in der 85. Minute die Rote Karte erhielten)